# Kościół Świętych Apostołów Szymona i Judy Tadeusza w Kosieczynie
Kościół pw. Świętych Apostołów Szymona i Judy Tadeusza w Kosieczynie – zabytkowy, modrzewiowy, kościół rzymskokatolicki, należąca do parafii Świętych Apostołów Szymona i Judy Tadeusza w Kosieczynie, dekanatu Babimost, diecezji zielonogórsko-gorzowskiej, metropolii szczecińsko-kamieńskiej, zlokalizowany w Kosieczynie, gmina Zbąszynek, w powiecie świebodzińskim, w województwie lubuskim.

## Historia

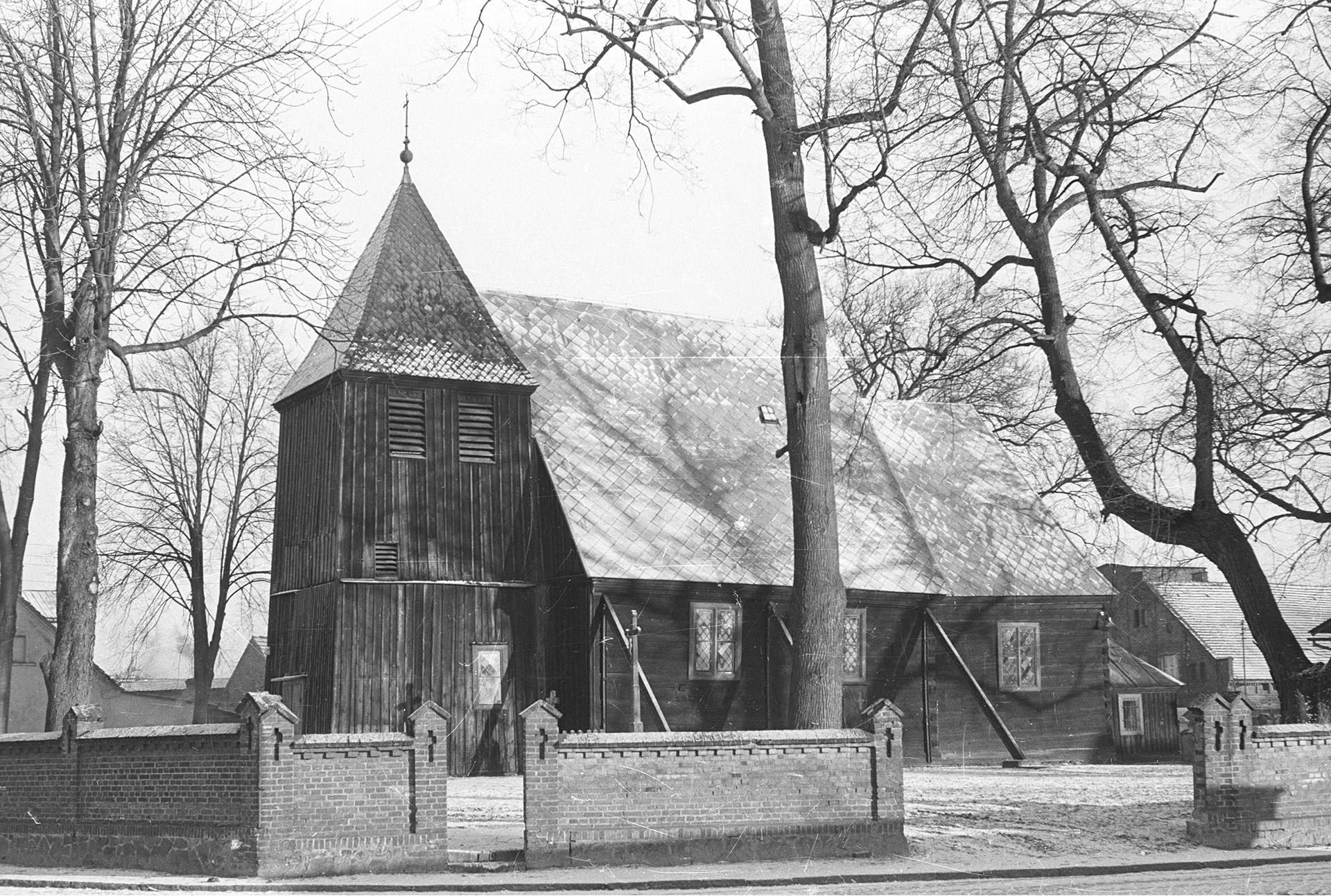
Kościół w 1975

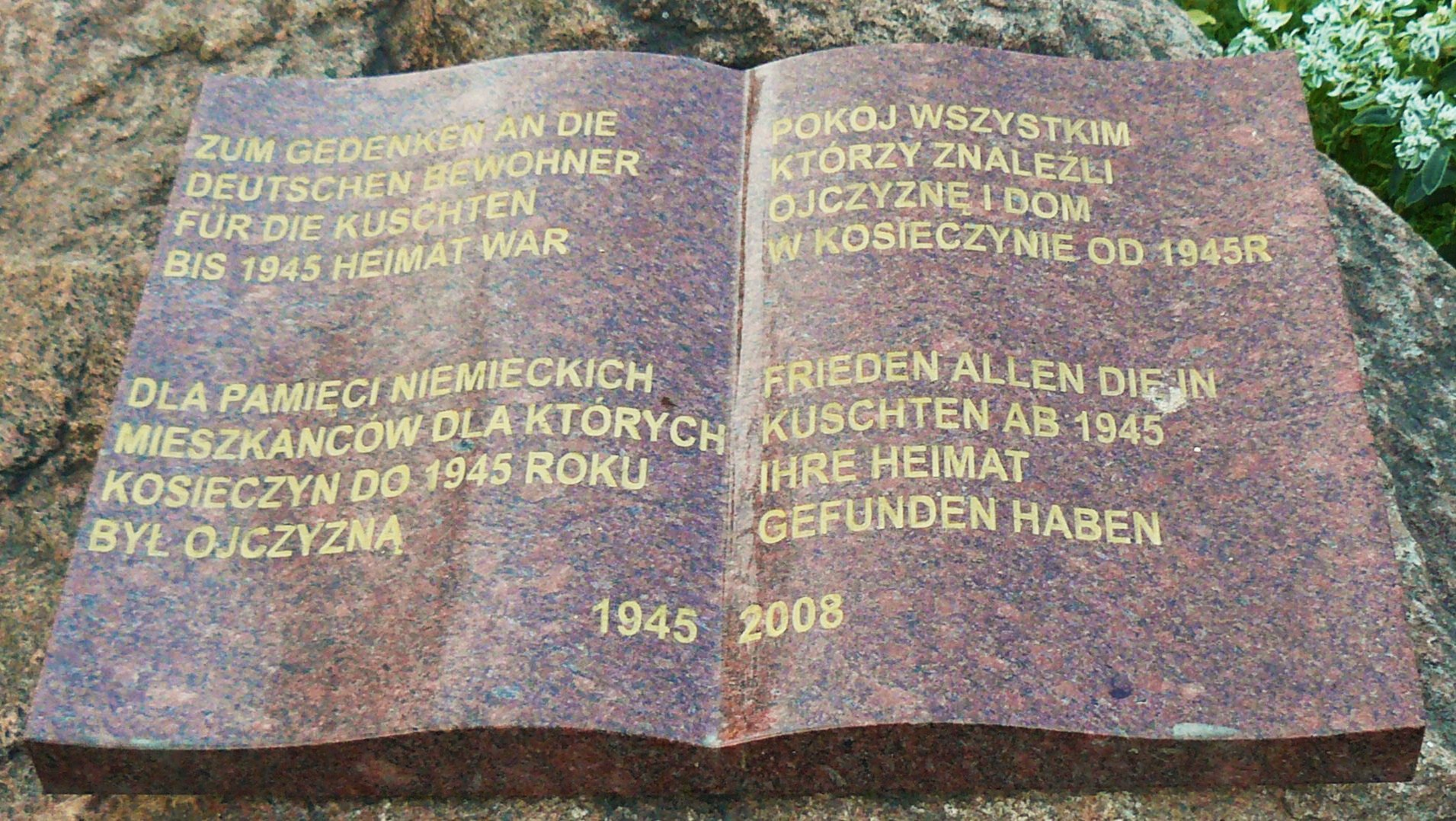
Tablica pamiątkowa dawnych mieszkańców wsi

Jest drugim (po kościele pw. św. Mikołaja w Tarnowie Pałuckim) co do starszeństwa drewnianym kościołem na ziemiach polskich. Pierwsza wzmianka o wsi Kosieczyn pochodzi z roku 1334, a w latach 1396-1403 majątek należał do Macieja Wathy (Watta) z pobliskiej Nądni. Po jego śmierci został odziedziczony przez wdowę po nim Helenę wraz z synami: Piotrem, Dobrogostem, Mikołajem, Samsonem, Janem i Stanisławem. Rodzinie Wattów przypisuje się właśnie fundację drewnianej świątyni oraz jej uposażenie.
Zarówno badacze niemieccy, jak i polscy, w dotychczasowych opracowaniach wskazywali powstanie kościoła na rok 1406. W tym szacunku opierano się na źródłach pisanych, w których początki jego budowy powiązano z powstaniem parafii w Kosieczynie w 1406 roku oraz konsekracją znajdującej się tu świątyni w roku 1408. Traktowano je jednak z dużą dozą ostrożności.
W oparciu o wyniki badań dendrochronologicznych wykonanych przez prof. Tomasza Ważnego w 2006 roku ustalono, że kościół (zachowany w obrębie jego bryły, tj. korpusu nawowego i prezbiterium) wybudowano z belek sosnowych w konstrukcji wieńcowej w 1389 roku. Natomiast więźba dachowa (nad nawą i prezbiterium) została wykonana z drewna ściętego w latach między 1407 a 1416 rokiem, co datuje ją na rok 1417, a wieżę dobudowano już w 1431 roku. Potwierdziło to przypuszczenia, że zachowana do dziś świątynia jest tą samą budowlą, którą poświęcono w roku 1408, a wzniesioną na kilkanaście lat przed ustanowieniem tutejszej parafii.

## Architektura
Istniejący kościół został wzniesiony na rzucie prostokąta, z prosto zamkniętym prezbiterium od strony wschodniej, przedłużonym zakrystią, dobudowaną prawdopodobnie w wieku XVII. Można przypuszczać, że świątynia była wielokrotnie rekonstruowana na planie pierwotnego kościoła. W wyniku remontu z 1958 południowa ściana była wzmacniana stalowymi podporami, które zostały potem usunięte. W listopadzie 2007 przeprowadzono remont dachu kościoła. Po zakończeniu remontu dachu w kościele odkryto freski nienadające się do odnowienia z uwagi na stan ich zniszczenia. Dalsze prace remontowe prowadzone były w 2011.
W prezbiterium umieszczono obraz Matki Bożej Królowej Świata z XVI wieku. 

## Otoczenie
Obok kościoła znajdują się:
- drewniana dzwonnica
- ołtarz polowy z krzyżem, na którym wyryto napis Jezu ufam Tobie
- nagrobek proboszcza Josepha Wirtha (zm. 20.08.1889)
- nagrobek proboszcza kanonika Antoniego Sroki, dziekana babimojskiego (04.07.1925–10.06.2004)
- głaz pamiątkowy z wyobrażeniem rozłożonej księgi, a na niej napis: Zum Gedenkem an die deutschem Bewohner für die Kuschten bis 1945 Heimat war / Dla pamięci niemieckich mieszkańców dla których Kosieczyn do 1945 roku był ojczyzną / Frieden allen die in Kuschten ab 1945 ihre Heimat geffunden haben / Pokój wszystkim którzy znaleźli ojczyznę i dom w Kosieczynie od 1945 r.